# Mitologia etruscă

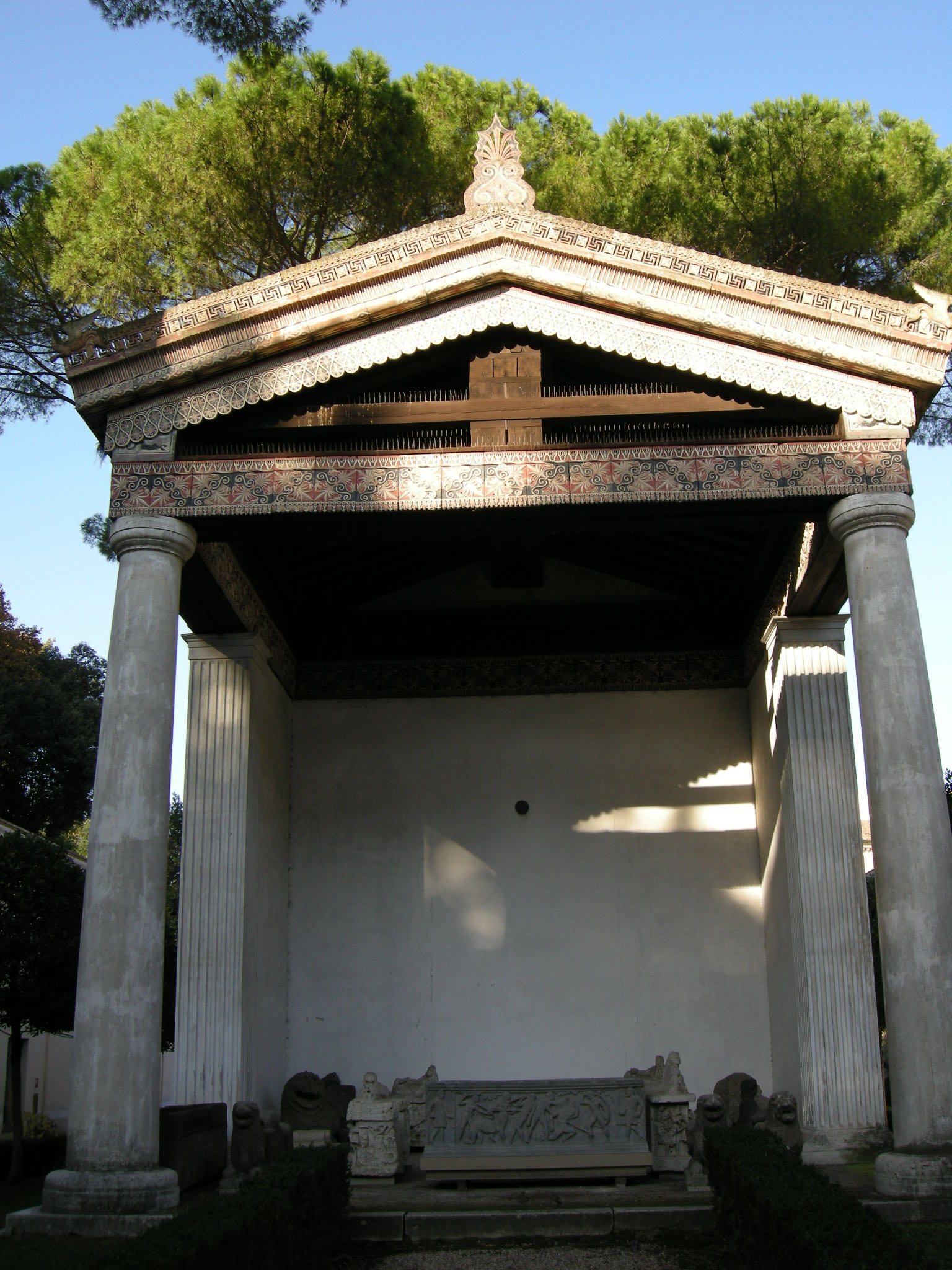
Reconstrucție modernă a unui templu etrusc (Museo di Villa Giulia, Roma)

Mitologia etruscă nu este încă prea bine cunoscută. Pentru că alfabetul etrusc nu este complet descifrat, în primul rând datorită lipsei artefactelor și a izvoarelor scrise, mitologia etruscă este învăluită în mister. Majoritatea datelor cu privire la zeitățile etrusce provin de la autori latini.

## Zei
Principalele figuri ale mitologiei etrusce sunt: Tinia, Uni și Menrva, formând o trinitate.
Alte zeități:
- Alpan
- Ani
- Aplu
- Cautha
- Fufluns
- Laran
- Maris
- Nethuns
- Nortia
- Summamus
- Tages
- Thalna
- Thesan
- Tuchulcha
- Turan
- Turms
- Voltumna